# نظام غذائي صحي

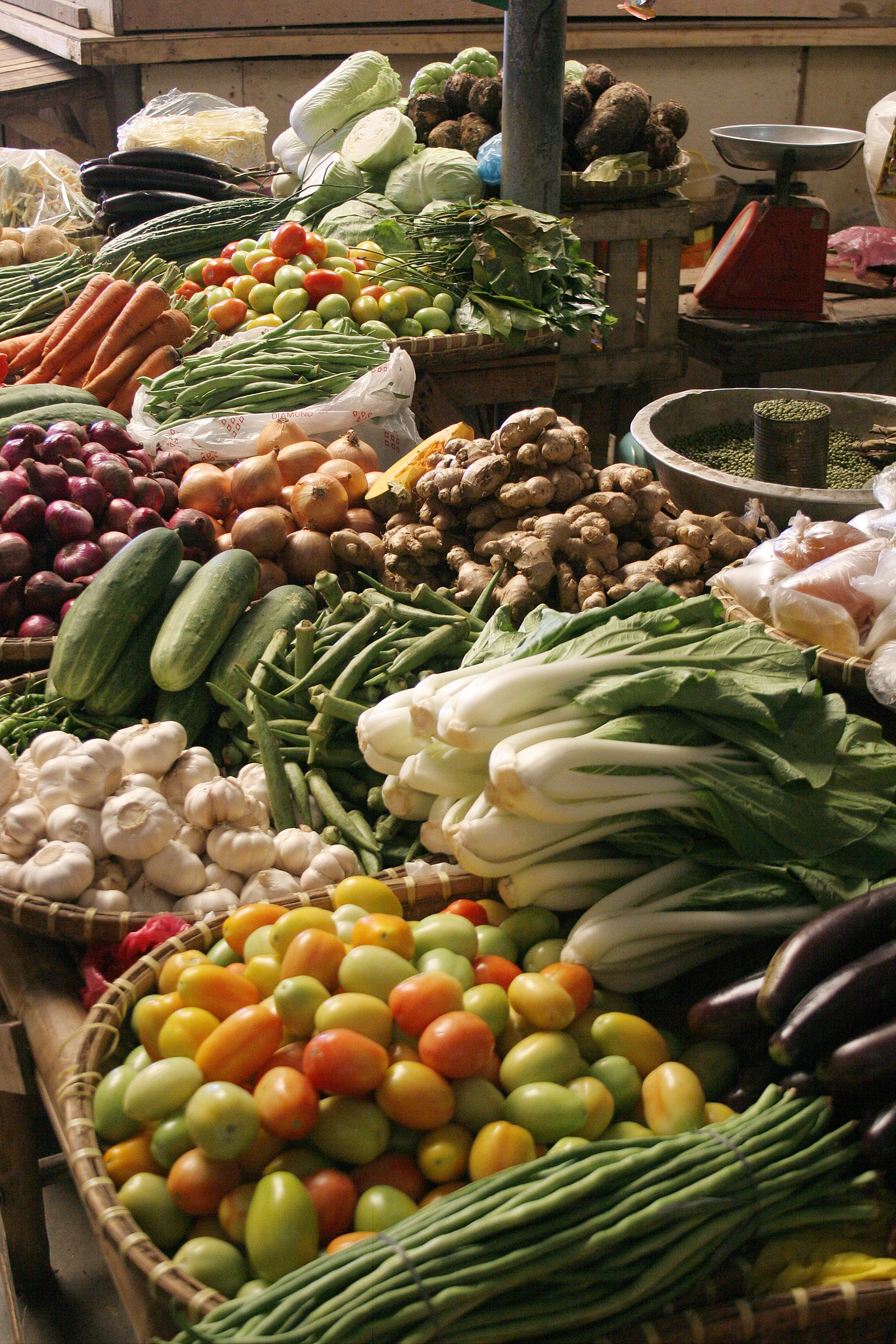
الخضروات الورقية، والثوم، والخضروات الصليبية هي مكونات أساسية لنظام غذائي صحي

النِظام الغِذائي الصِحي هو الذي يُساعد في المُحافظة على الصِحة العَامة وتَنْميتها ويقصد به النظام الغذائي الذي يؤدي إلى تحسين صحة الفرد، وهَذا النِظام يَقوم على إمداد الجِسم بالموادِ الغِذائية الأسَاسية مِن مثل: السَوائل و«المُغذيات الكُبرى»، وهي عَناصِر يحتاجها الجِسم بكمياتٍ كبيرة للبقاءِ والنمو مع «المُغذيات الصُغرى» التي يَحتاجها الجِسم  بكمياتٍ صغيرة لتعزيزِ نموه، وتحْسينه، بالإضافةِ إلى السعراتِ الحراريةِ الكافية للجسمِ.
هُناك العَديد مِن الأنظمِة الغِذائية المُبتدعة، التي تُعد أَصحابها بنتائِج متنوعة؛ إلا أنها لا تَقوم على أساس علمي. هذه الأنظمة تَخلق ارتباكا حَول ماهية الغِذاء الصِحي، وتُعطي انطباعات خاطئة غير ضرورية حول ما يُمكن أَن يَكون غير صحي.وهذه الأنظِمة يتم التَرويج لها بشراسة.
للناس الذِين يتَبنون أسلوبًا صحيًا، فالنِظام الغذائي الصِحي ليس مُعقدًا كما يَظن البعض، فهو يحتوي في أغلبه على الفواكه والخُضروات، مَع التَقليل أو المَنع التام للأغذية المُعالجة، والمشروبات المحلاة؛ ومتطلبات هذا النِظام يمكن الحُصول عليها مِن عدة مَصادر نباتية كانت أو حيوانية، إلا أن الذين يَتبعون نِظامًا غذائيًا نباتيًا يحتاجون الحصول على فيتامين ب 12 من مَصدر غير حَيواني.هُناك العَديد مِن التَوجيهات المَنشورة مِن قِبل مُنظمات طِبية، وغِذائية حُكومية؛ لتوعية الأفراد إلى ما هم في حاجة إلى تناوله؛ من أجل أن يكونوا أصحاء. هذا بالإضافة إلى أن المُلصقات المُوضِحة للمعلومات الغذائية على المنتجاتِ هي إجبارية في عدة دول، وذلك لإتاحة الفُرصة للمستهلك، لاختيار ما يناسبه منها؛ بُناءًا على أيهم يحتوي على مكونات أكثر صحية.
النِظام الغذائي الصِحي، يتضمن إلى جانبِ التَغذية الصِحية، مُمارسة الرِياضة بشكلٍ يومي، وهذا الأسلوب يُمكنه أن يُقلص مِن مَخاطر الإصابة بالأمراض مثل السِمنة، وأمراض القلب، ومرض السكر، وارتفاع ضغط الدم، والسرطان.
وهنالك نظم غذائية مخصصة تدعى «أنظمة غذائية علاجية»؛ وهي أنظمة مخصصة للذين يعانون من أمراض وأعراض مختلفة. فهُناك أفكار مُتعلقة بهذه الأنظمة وجدت قبل التَطور العِلمي الحَالي، كما هو الحال في العلاج الغذائي في الطب الصيني التقليدي.

## التوصيات

### مُنَظمة الصِحة العالمية
تُقدم مُنظمة الصحة العالمية التوصيات التالية للسكان والأفراد:
المُحافظة على الوزنِ الصحي، من خلالِ انتظام الأكل مُراعيًا السُعرات الحرارية التي يَحتاجها الجِسم
1. التَقليل مِن الدُهون؛ حَيث يَجب ألا تزيد عن 30% من إجمالي السعرات،  وتُفضل الدُهون الغير مُشبعة على المشبعة، والابتعاد عن الدهون المتحولة.
2. تناول 400 جم على الأقل من الفواكه والخضروات في اليوم، ولا تَحتسب البَطاطس والبطاطا الحلوة والجُذور النِشوية الأُخرى منها، ويحتوي هذا النظام الغذائي أيضًا على البقول مثل العدس والفول، والحبوب الكاملة والمكسرات.
3. التقليل مِن السُكريات البَسيطة لأقل من 10% من إجمالي السعرات الحرارية المطلوبة (أقل من 5% من الإجمالي أو 25 جم سيكون أفضل).[8]
4. التقليل مِن ملح الصوديوم مِن جميع المَصادر، وضمان أَنه مُعالَج باليودِ، وأقل من 5جم من الملح في اليوم بإمكانه أن يقلل من  خطر الإصابة بأمراض القلب والأوعية الدموية.

ذكرت مُنظمة الصِحة العالمية أن عَدم كِفاية تناول الخضار والفاكهة مسؤول عن 2.8 ٪ من الوفيات في جميع أنحاء العالم.
توصيات أخرى لمُنظمة الصِحة العالمية، تتضمن أن الطِعام الذي يَختاره الفرد يَجب أن يَتواجد به نسبة كافية من الفيتامينات، وبعض المعادن، وتجنب السُمية المباشرة مِن مثل المعادن الثقيلة، والمواد المسببة للسرطان  وتجنب الأطعمة المُلوَثة بمسببات الأمراض البشرية، واستبدال الدهون المُشبعة، بالدهونِ المُتعددة غير المشبعة في النظام الغذائي، يُمكن أن يقلل مِن خطر الإصابة بمرضي الشُريان التاجي، السكري.

### وِزارة الزِراعة في الولايات المُتحدة
المقال الرئيسي: تاريخ الأدلة الغذائية عن وزارة الزراعة الأمريكية
المقال الرئيسي:طبقي الصحي
التَوجيهات الغِذائية للأميريكيين المُقَدمة مِن قِبل وِزارة الزراعة في الولايات المُتحدة تُوصي بثلاثة أنماط مِن النُظم الغِذائية، وهي مُلخصة في الجدول أدناه، وذلك لنظام غذائي يحتوي على 2000 سعر حراري.
هذه النُظم تعطي الأهمية، لصِحة الإنسان، والاستدامة البيئية، وذلك بنهج مَرن.واللجنة التي قامت بصياغته كتبت، الاكتشاف الكبير بشأن النظام الغذائي المستدام، هو أن النظام الغني بغذاء من مصادر نباتية، (مثل الخضراوات، والفواكه، والحبوب الكاملة، والبقوليات، والمكسرات، والبذور)، والمُنخفض في السعرات الحرارية والغذاء ذو المصدر الحيواني، هو نظام يُعزز الصِحة أكثر، وهو كذلك أقل ضررًا على البيئة مِن النِظام الغذائي الأمريكي الحالي. هذا النمط الغذائي يُمكن تَحقيقه مِن خِلال الكثير من الأنماط الغذائية موضحة فيما يلي:
| المجموعات الغذائية –والفرعية  | النمط الصحي الأمريكي     | لنمط النباتي الصحي       | حمية البحر الأبيض المتوسط |
| ----------------------------- | ------------------------ | ------------------------ | ------------------------- |
| الفاكهه                       | 2(كوب مكافئ)             | 2(كوب مكافئ)             | 2.5(كوب مكافئ)            |
| الخضروات                      | 2.5(كوب مكافئ)           | 2.5(كوب مكافئ)           | 2.5(كوب مكافئ)            |
| الخضروات الداكنة              | 1.5(كوب مكافئ إسبوعيا)   | 1.5(كوب مكافئ إسبوعيا)   | 1.5 (كوب مكافئ إسبوعيا)   |
| البرتقال الأحمر               | 5.5(كوب مكافئ إسبوعيا)   | 5.5(كوب مكافئ إسبوعيا)   | 5.5(كوب مكافئ إسبوعيا)    |
| النشويات                      | 5 (كوب مكافئ إسبوعيا)    | 5 (كوب مكافئ إسبوعيا)    | 5 (كوب مكافئ إسبوعيا)     |
| البقوليات                     | 1.5(كوب مكافئ إسبوعيا)   | 3 (كوب مكافئ إسبوعيا)    | 1.5(كوب مكافئ إسبوعيا)    |
| أخرى                          | 4 (كوب مكافئ إسبوعيا)    | 4 (كوب مكافئ إسبوعيا)    | 4 (كوب مكافئ إسبوعيا)     |
| الحبوب                        | 6(أونصة مكافئة)          | 6.5(أونصة مكافئة)        | 6 (كوب مكافئة)            |
| الحبوب الكاملة                | 3                        | 3.5                      | 3                         |
| الحبوب المكررة                | 3                        | 3                        | 3                         |
| منتجات الألبان                | 3 (أونصة مكافئة)         | 3 (أونصة مكافئة)         | 2 (أونصة مكافئة)          |
| الغذاء البروتيني              |                          | 3.5(أونصة مكافئة)        | 6.5(أونصة مكافئة)         |
| اللحوم (الحمراء والمعالجة     | 12.5(كوب مكافئ إسبوعيا)  | --                       | 12.(كوب مكافئ إسبوعيا)    |
| الدواجن                       | 10.5(كوب مكافئ إسبوعيا)  | --                       | 10.(كوب مكافئ إسبوعيا)    |
| الأكولات البحرية              | 8(كوب مكافئ إسبوعيا)     |                          | 15.(كوب مكافئ إسبوعيا)    |
| البيض                         | 3(كوب مكافئ إسبوعيا)     | 3(كوب مكافئ إسبوعيا)     | 3(كوب مكافئ إسبوعيا)      |
| البذور والمكسرات              | 4 (كوب مكافئ إسبوعيا)    | 7 (كوب مكافئ إسبوعيا)    | 4 (كوب مكافئ إسبوعيا)     |
| الصويا المعالجة (تشمل التوفو) | 0.5(كوب مكافئ إسبوعيا)   | 8(كوب مكافئ إسبوعيا)     | 0.5(كوب مكافئ إسبوعيا)    |
| الزيوت                        | 27 جرام                  | 27 جرام                  | 27 جرام                   |
| الدهون الصلبة                 | 18 (الحد الأقصى بالجرام) | 21(الحد الأقصى بالجرام)  | 17(الحد الأقصى بالجرام)   |
| السكر المضاف                  | 30 (الحد الأقصى بالجرام) | 36 (الحد الأقصى بالجرام) | 29 (الحد الأقصى بالجرام)  |

### جَمعية القَلب الأمريكية / صُندوق أبحاث السَرطان العالمي / المعهد الأمريكي لأبحاثِ السرطان.
جمعية القلب الأمريكية، والصندوق الأمريكي أبحاث السرطان، والمعهد الأمريكي لأبحاث السرطان يُوصون بغذاءٍ يَعتمد أغلبه على مصدرٍ نباتي غير مُعالج، مَع التَركيز على الحبوب الكاملة، والبقوليات، والخضروات، والفواكهغيرالنشوية.
هذا النظامالغذائيالصحيمليءبمجموعة واسعة من الخضروات، والفواكهغيرالنشوية، التي تُقدم ألوانًا مُختلفة مثل الأحمر، الأخضر، الأصفر، البنفسجي، والبرتقالي. فقد لاحظوا أن الطماطم المَطهية بالزيتِ والثومِ المزروع مع الخضروات الصليبية مثل القرنبيط؛  توفر بعض الحماية من السرطان، وهذا النظام الصحي مُنخفض السعرات وهو ما يُمكن أن يَحمي مِن الزيادة في الوزن، والأمراض المُصاحبة لذلك.
وأخيرًا إن الحَدْ مِن استهلاك المَشروبات المُحلاة، والأطعمة ذات السُعرات الحرارية العالية، بما فيها الوجبات السريعة، واللحوم الحمراء، واللحوم المعالجة يحسن الصحة، ويقود إلى حياة مديدة، وبشكلٍ عامٍ استنتج الباحثون مِن مَضْمون السِياسات الطِبية؛ أن هذا النِظام يُقلل مِن خطر الإصابة بالأمراضِ المُزمنة، والسرطان.

## الروابط الخارجية
Diet, Nutrition and the prevention of chronic diseases, by a Joint منظمة الصحة العالمية/منظمة الأغذية والزراعة Expert consultation (2003)